# Religiöser Wahn
In der Psychopathologie bezeichnet religiöser Wahn eine spezifische Wahnart, die sich als Symptom in einem Wahnerleben mit religiöser Thematik äußert.

## Definition
Ein religiöser Wahn ist eine falsche, unerschütterliche Idee oder Glaubensvorstellung religiöser Art, die nicht zum Bildungsstand oder kulturellen und sozialen Hintergrund des Patienten passt und mit außergewöhnlicher Überzeugung und subjektiver Gewissheit vertreten wird, und dies trotz der Unvereinbarkeit mit der objektiv nachprüfbaren Realität und auch angesichts gegenteiliger Beweise. Die häufigsten Inhalte des religiösen Wahns sind die Überzeugung, ein neuer Messias zu sein, der die Welt erlöst (religiöser Wahn mit Heilsauftrag). Gerade religiöse Wahninhalte erscheinen besonders irreal, irritierend und unsinnig. Die religiöse Wahnthematik muss sich keinesfalls aus religiösem Erleben entwickeln, sondern entsteht eher auf Grund sehr „menschlicher Konflikte“, wie zum Beispiel Eheproblemen.
Religiöse Themen treten nach neueren Studien in etwa 20 bis 30 Prozent der Fälle schizophrenen Wahns auf. Diese Form gehört somit zu den häufigsten Wahnthemen. In der klinischen Praxis ist der religiöse Wahn auch deshalb ein bedeutendes Thema, weil damit häufig schwere körperliche Selbstverletzungen einhergehen.

## Diagnostik
Der Betroffene ist egozentrisch auf seinen Wahninhalt fixiert, d. h. sein gesamtes Denken und Handeln speist sich daraus. Gefangen in seinem „Wahn-System“, ist er immun gegenüber kritischer Argumentation. Bezeichnend für den religiösen Wahn ist der Wechsel von Dialog-Formen zu sich ständig wiederholenden Monolog-Strukturen.

## Auswirkungen auf das soziale Erleben
Der religiöse Wahn führt in der Regel zu einer Entfremdung oder zumindest einer Teilentfremdung des Betroffenen von seiner Umwelt. Dies liegt vor allem daran, dass der Betroffene mit seinen wahnhaften Ideen alleine dasteht, also niemanden hat, der die gleichen Überzeugungen vertritt. Prinzipiell  gibt es Möglichkeiten, einen Psychotiker behutsam in ein bestehendes Gemeindeleben zu integrieren und ihm so helfend zur Seite zu stehen. Oft sind Gemeinden jedoch überfordert von den meist sehr abweichenden Glaubensinhalten eines Psychotikers. Nahezu unmöglich wird die Integration, wenn der Psychotiker gewisse religiöse Titel beansprucht oder glaubt, eine bestimmte religiöse Figur der Religionstradition zu sein.

## Therapie
Religiöse Wahnsymptome sind Zeichen einer psychischen Störung, zu finden zum Beispiel bei einer schizophrenen Psychose, jedoch ebenso bei einer Vielzahl anderer psychischer Störungen, wie der Depression oder der Manie. Der religiöse Wahn ist, ebenso wie viele andere Wahnformen, nicht die eigentliche Krankheit, sondern die Erkrankung findet ihren Ausdruck in Wahnideen. Daher erfolgt die Behandlung je nach zu Grunde liegender psychischer Störung unterschiedlich. Eine Behandlungsmöglichkeit besteht im Einsatz von Psychopharmaka.

## Trivia

### Abgrenzung des religiösen Glaubens vom religiösen Wahn
Religiöser Glaube und religiöser Wahn sind zwei verschiedene Dinge. In beiden Fällen sind die für wahr gehaltenen Vorstellungen religiöser Natur und nicht überprüfbar. Der religiöse Wahn wird jedoch durch einige spezifische Unterschiede vom religiösen Glauben abgegrenzt:
Religiöser Glaube ermöglicht die innere Distanzierung und zwar seltene, doch vorkommende Infragestellung religiöser Inhalte, wohingegen im religiösen Wahn fixe Ideen die Gedankenwelt des Betroffenen bestimmen; eine Wahnäußerung behauptet Wissen, nicht Glauben.
Der religiöse Glaube erlaubt eine mehr oder weniger realistische Selbsteinschätzung, beim religiösen Wahn wird diese durch eine überhebliche Selbsteinschätzung überlagert. So kann eine Person, die einem Wahn unterliegt, inmitten eines Alltagsgespräches  sich selbst als die Jungfrau Maria bezeichnen. Hierbei handelt es sich dann nicht um ein Bekenntnis ihres Glaubens, sondern um eine Aussage darüber, wie diese Person die Realität wahrnimmt.
Religiöse Wahninhalte sind meist ohne Übereinstimmung mit den Glaubensinhalten der jeweiligen Glaubensgemeinschaft.

### Polemische Erweiterungen in der Debatte zwischen Atheismus und Theismus
Das Thema religiöser Wahn wird im Buch Der Gotteswahn von Richard Dawkins aufgegriffen und polemisch erweitert. In seinem Buch Der Atheismus-Wahn versucht Alister McGrath, die Argumente Dawkins’ zu entkräften, wobei er diesem wahnartige Besessenheit vom Atheismus zuschreibt.